# Concierto para fagot (Mozart)
El Concierto para fagot en si bemol mayor, K. 191/186e, escrito en 1774 por Wolfgang Amadeus Mozart, es la pieza más habitual del repertorio para este instrumento. Prácticamente todos los fagotistas profesionales interpretan esta obra en algún momento de su carrera, y es una de las composiciones que más exigen en las audiciones orquestales – con frecuencia se requiere del intérprete que toque fragmentos de los dos primeros movimientos del concierto en todas las audiciones.

## Historia
Aunque se ha perdido el autógrafo, se conoce la fecha exacta de su finalización: 4 de junio de 1774. Mozart escribió el Concierto para fagot cuando tenía dieciocho años, y fue su primer concierto para instrumentos de viento. A pesar de que se cree que fue encargado por un aristócrata, Thaddäus Freiherr von Dürnitz, fagotista aficionado, que tenía setenta y cuatro obras de Mozart, esta es una afirmación que es apoyada por pocas pruebas. Algunos especialistas creen que Mozart escribió tal vez tres conciertos para fagot, pero que sólo el primero ha sobrevivido.

## Estructura
El concierto está compuesto para fagot solo y una orquesta formada por dos oboe, un fagot, dos trompas en si bemol alto y cuerdas. La obra se divide en tres movimientos:
- I. Allegro
- II. Andante ma Adagio
- III. Rondó: tempo di menuetto

El primer movimiento está escrito en forma sonata como una introducción orquestal. El segundo tiempo es un movimiento lento y lírico que contiene un tema que más tarde apareció a la aria de la condesa Porgi, Amor, al principio del segundo acto de la ópera de Mozart Las bodas de Fígaro. El movimiento final está en forma de rondó y es probablemente una reminiscencia de una danza de la época.